# Пошага де Жос (Алба)
Пошага де Жос (рум. Poșaga de Jos) насеље је у Румунији у округу Алба у општини Пошага. Oпштина се налази на надморској висини од 433 m.

## Становништво
Према подацима из 2002. године у насељу је живело 486 становника, од којих су сви румунске националности.